# WTA 125k 2018
Il WTA 125k 2018 è il secondo livello professionistico di tennis femminile, dopo il WTA Tour 2018. Per il 2018 è costituito da dieci tornei, il montepremi per la vittoria è di 125 000 $, tranne che per gli Oracle Challenger Series che offrono un montepremi di 150 000 $.

## Calendario
| Settimana   | Torneo | Campionesse                                        | Finaliste                              | Semifinaliste                        | Eliminate ai quarti                                                                  |
| ----------- | --- | -------------------------------------------------- | -------------------------------------- | ------------------------------------ | ------------------------------------------------------------------------------------ |
| 21 gennaio  | Challenger Series - Newport Beach 2018 Newport Beach, Stati Uniti $150,000 – Cemento – 32S/24Q/16D Singolare – Doppio | Danielle Collins 2–6, 6–4, 6–3                     | Sof'ja Žuk                             | Ajla Tomljanović Mayo Hibi           | Jang Su-jeong Nicole Gibbs Jil Teichmann Sachia Vickery                              |
| 21 gennaio  | Challenger Series - Newport Beach 2018 Newport Beach, Stati Uniti $150,000 – Cemento – 32S/24Q/16D Singolare – Doppio | Misaki Doi Jil Teichmann 7–6(4), 1–6, [10–8]       | Jamie Loeb Rebecca Peterson            | Ajla Tomljanović Mayo Hibi           | Jang Su-jeong Nicole Gibbs Jil Teichmann Sachia Vickery                              |
| 26 febbraio | Challenger Series - Indian Wells 2018 Indian Wells, Stati Uniti $150,000 – Cemento – 32S/24Q/16D Singolare – Doppio   | Sara Errani 6–4, 6–2                               | Kateryna Bondarenko                    | Amanda Anisimova Ajla Tomljanović    | Danielle Collins Caroline Dolehide Yanina Wickmayer Viktorija Golubic                |
| 26 febbraio | Challenger Series - Indian Wells 2018 Indian Wells, Stati Uniti $150,000 – Cemento – 32S/24Q/16D Singolare – Doppio   | Taylor Townsend Yanina Wickmayer 6–4, 6–4          | Jennifer Brady Vania King              | Amanda Anisimova Ajla Tomljanović    | Danielle Collins Caroline Dolehide Yanina Wickmayer Viktorija Golubic                |
| 16 aprile   | Biyuan Cup Zhengzhou Women's Tennis Open 2018 Zhengzhou, Cina $125,000 – Cemento – 32S/16Q/16D Singolare – Doppio     | Zheng Saisai 5–7, 6–2, 6–1                         | Wang Yafan                             | Yanina Wickmayer Han Xinyun          | Mai Minokoshi Zhu Lin Danielle Lao Lu Jiajing                                        |
| 16 aprile   | Biyuan Cup Zhengzhou Women's Tennis Open 2018 Zhengzhou, Cina $125,000 – Cemento – 32S/16Q/16D Singolare – Doppio     | Duan Yingying Wang Yafan 7–6(5), 6–3               | Naomi Broady Yanina Wickmayer          | Yanina Wickmayer Han Xinyun          | Mai Minokoshi Zhu Lin Danielle Lao Lu Jiajing                                        |
| 30 aprile   | Bloomage International Kunming Tennis Open 2018 Anning, Cina $125,000 – Terra rossa – 32S/16Q/16D Singolare – Doppio  | Irina Chromačëva 3–6, 6–4, 7–6(5)                  | Zheng Saisai                           | Peng Shuai Han Xinyun                | Elica Kostova Amandine Hesse Yanina Wickmayer Wang Yafan                             |
| 30 aprile   | Bloomage International Kunming Tennis Open 2018 Anning, Cina $125,000 – Terra rossa – 32S/16Q/16D Singolare – Doppio  | Dalila Jakupović Irina Chromačëva 6–1, 6–1         | Guo Hanyu Sun Xuliu                    | Peng Shuai Han Xinyun                | Elica Kostova Amandine Hesse Yanina Wickmayer Wang Yafan                             |
| 5 giugno    | Croatia Bol Open 2018 Bol, Croazia $125,000 – Terra rossa– 32S/16D Singolare – Doppio                                 | Tamara Zidanšek 6–1, 6–3                           | Magda Linette                          | Tena Lukas Sara Errani               | Mariana Duque Mariño Anna Karolína Schmiedlová Sara Sorribes Tormo Viktorija Golubic |
| 5 giugno    | Croatia Bol Open 2018 Bol, Croazia $125,000 – Terra rossa– 32S/16D Singolare – Doppio                                 | Mariana Duque Mariño Wang Yafan 6–3, 7–5           | Sílvia Soler Espinosa Barbora Štefková | Tena Lukas Sara Errani               | Mariana Duque Mariño Anna Karolína Schmiedlová Sara Sorribes Tormo Viktorija Golubic |
| 3 settembre | Challenger Series - Chicago 2018 Chicago, Stati Uniti $150,000 – Cemento – 32S/24Q/16D Singolare – Doppio             | Petra Martić 6–4, 6–1                              | Mona Barthel                           | Sachia Vickery Tatjana Maria         | Anna Blinkova Dajana Jastrems'ka Françoise Abanda Varvara Lepchenko                  |
| 3 settembre | Challenger Series - Chicago 2018 Chicago, Stati Uniti $150,000 – Cemento – 32S/24Q/16D Singolare – Doppio             | Mona Barthel Kristýna Plíšková 6–3, 6–2            | Asia Muhammad Maria Sanchez            | Sachia Vickery Tatjana Maria         | Anna Blinkova Dajana Jastrems'ka Françoise Abanda Varvara Lepchenko                  |
| 29 ottobre  | WTA Mumbai Open 2018 Mumbai, India $125,000 – Cemento – 32S/16Q/16D Singolare – Doppio                                | Luksika Kumkhum 1–6, 6–2, 6–3                      | Irina Chromačëva                       | Margarita Gasparjan Dalila Jakupović | Zheng Saisai Danka Kovinić Valentini Grammatikopoulou Lu Jiajing                     |
| 29 ottobre  | WTA Mumbai Open 2018 Mumbai, India $125,000 – Cemento – 32S/16Q/16D Singolare – Doppio                                | Natela Dzalamidze Veronika Kudermetova 6–4, 7–6(4) | Bibiane Schoofs Barbora Štefková       | Margarita Gasparjan Dalila Jakupović | Zheng Saisai Danka Kovinić Valentini Grammatikopoulou Lu Jiajing                     |
| 5 novembre  | Engie Open de Limoges 2018 Limoges, Francia $125,000 – Cemento (i) – 32S/16Q/8D Singolare – Doppio                    | Ekaterina Aleksandrova 6–2, 6–2                    | Evgeniya Rodina                        | Margarita Gasparjan Vera Zvonarëva   | Anna Blinkova Ana Bogdan Pauline Parmentier Tatjana Maria                            |
| 5 novembre  | Engie Open de Limoges 2018 Limoges, Francia $125,000 – Cemento (i) – 32S/16Q/8D Singolare – Doppio                    | Veronika Kudermetova Galina Voskoboeva 7–5, 6–4    | Timea Bacsinszky Vera Zvonarëva        | Margarita Gasparjan Vera Zvonarëva   | Anna Blinkova Ana Bogdan Pauline Parmentier Tatjana Maria                            |
| 12 novembre | Taipei OEC Open 2018 Taipei, Taiwan $125,000 – Sintetico (indoor) – 32S/16Q/16D Singolare – Doppio                    | Luksika Kumkhum 6–1, 6–3                           | Sabine Lisicki                         | Vitalija D'jačenko Bibiane Schoofs   | Liang En-shuo Zhu Lin Tereza Martincová Nao Hibino                                   |
| 12 novembre | Taipei OEC Open 2018 Taipei, Taiwan $125,000 – Sintetico (indoor) – 32S/16Q/16D Singolare – Doppio                    | Ankita Raina Karman Thandi 6–3, 5–7, [12–12], rit. | Ol'ga Dorošina Natela Dzalamidze       | Vitalija D'jačenko Bibiane Schoofs   | Liang En-shuo Zhu Lin Tereza Martincová Nao Hibino                                   |
| 12 novembre | Challenger Series - Houston 2018 Houston, Stati Uniti $150,000 – Cemento – 32S/24Q/16D Singolare – Doppio             | Peng Shuai 1–6, 7–5, 6–4                           | Lauren Davis                           | Jessica Pegula Sof'ja Žuk            | Whitney Osuigwe Fanny Stollár Heather Watson Katherine Sebov                         |
| 12 novembre | Challenger Series - Houston 2018 Houston, Stati Uniti $150,000 – Cemento – 32S/24Q/16D Singolare – Doppio             | Maegan Manasse Jessica Pegula 1–6, 6–4, [10–8]     | Desirae Krawczyk Giuliana Olmos        | Jessica Pegula Sof'ja Žuk            | Whitney Osuigwe Fanny Stollár Heather Watson Katherine Sebov                         |